# Hermann Graf (Architekt, 1887)
Hermann Graf (* 17. Oktober 1887 in Eisenberg (Pfalz); † 16. März 1970 in Kaiserslautern) war ein deutscher Architekt, Schulleiter der Handwerkerschule Kaiserslautern und von 1921 bis 1946 Direktor des Pfälzischen Gewerbemuseums.

## Leben und Wirken
Hermann Graf besuchte von 1893 bis 1897 die Volksschule in Eisenberg, danach bis 1902 die Lateinschule in Grünstadt und legte seine Reifeprüfung am Humanistischen Gymnasium Kaiserslautern ab. Von 1906 bis 1911 studierte er Architektur an der Technischen Hochschule München, wo er 1914 auch zum Dr.-Ing. promoviert wurde.
1911 begann er den Vorbereitungsdienst als Staatsbaupraktikant am Landbauamt Rosenheim, arbeitete 1913 für einige Monate bei der Königlichen Eisenbahndirektion Regensburg und danach in Nürnberg. Im Ersten Weltkrieg (1914–1918) fand er Verwendung bei der Festung Metz und in Namur. 1919 übernahm Graf die Leitung des Stadtbauamts und aller städtischen Betriebe in Eichstätt. Ab 1922 hatte er die Leitung der Handwerkerschule und des Gewerbemuseums in Kaiserslautern. Im gleichen Jahr übernahm Graf den Vorsitz im Verband pfälzischer Gewerbevereine und in der von ihm mitgegründeten Arbeitsgemeinschaft Pfälzer Künstler. 1927 erhielt Graf seine Ernennung zum Professor. 1930 wurde er vom bayerischen Kultusministerium dem Auswärtigen Amt in Berlin als Berater für das türkische Fachschulwesen vorgeschlagen. 1933 sollte Graf seiner Ämter enthoben werden. Er erhielt die Aufforderung, sämtliche Ehrenämter niederzulegen, und die von ihm herausgegebenen Mitteilungsblätter der Landesgewerbeanstalt wurden verboten. Durch den Eintritt in die NSDAP erreichte er eine Rehabilitierung und konnte in seinen Ämtern bleiben. 1946 wurde er wegen seiner nationalsozialistischen Mitarbeit von seinen Ämtern suspendiert.

## Schriften
- Verzeichnis in der Rheinland-Pfälzischen Bibliographie